# Stazione di Torre Boldone
La stazione di Torre Boldone fu una fermata ferroviaria della linea della Valle Seriana a servizio dell'omonimo comune.

## Storia
La fermata fu attivata il 21 aprile 1884, assieme al tronco Bergamo-Albino, primo tratto aperto della ferrovia della Valle Seriana.
Con il cambio d'orario del 1º giugno 1924, la fermata fu soppressa.
La fermata del tram di Torre Boldone, della nuova tranvia Bergamo-Albino aperta nel 2009 e che reimpiega in parte il sedime della ferrovia della Val Seriana, si trova nei pressi dell'area dove sorgeva la fermata ferroviaria.

## Strutture e impianti
Si trattò una semplice fermata, a richiesta, in piena linea nei pressi del passaggio a livello dell'attuale via Bugattone. Era presente un fabbricato di servizio, in legno, e un marciapiede in terra battuta.

## Movimento
La fermata fu servita dai treni accelerati e omnibus della relazione Bergamo-Ponte Selva fino al 1911, quando, con l'apertura del tratto Ponte Nossa-Clusone, fu sostituita dalla relazione Bergamo-Clusone.